# Distretto di Tokat
Il distretto di Tokat (in turco Tokat ilçesi) è uno dei distretti della provincia di Tokat, in Turchia.